# Chengdu Aircraft Industry Corporation
Chengdu Aircraft Industry Corporation (CAIC) es un fabricante de aeronaves Chino, especializado en la fabricación de aviones de combate y de piezas para aeronaves. Fue fundada en el año 1958 como Factoría Estatal de Aeronaves Chengdu No.132. En la actualidad es una subsidiaria de la empresa AVIC I. 
El conglomerado de Chengdu diseña y produce el avión de combate Jian-10 (J-10)/FC-20, que está considerado como uno de los más avanzados de la Fuerza Aérea del Ejército Popular de Liberación, y el FC-1/JF-17 producido conjuntamente con Pakistán.

## Productos
Partes
- ACAC ARJ21 (sección del morro)
- Licencia de producción china del McDonnell Douglas MD-80
- Proveedor de partes para Northrop Grumman
- Empanaje del Boeing 757
- Partes para Airbus Industries

Cazas

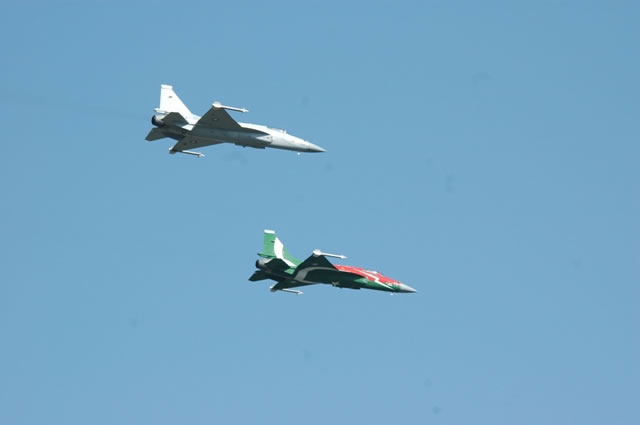
Dos aeronaves JF-17 Thunder.

- Chengdu J-7 - Versión china del Mikoyan-Gurevich MiG-21; las versiones de exportación se conocen como "F-7"
- JF-17 Thunder/FC-1 caza monomotor
- Chengdu J-10
- Chengdu Super-10

Aviones de entrenamiento
- JianJiao-5 (JJ-5) entrenador básico
- JianJiao-7 (JJ-7) entrenador de combate avanzado

Motores
- Turbojet WP13 para el caza J-8